# Mise à l'épreuve 2
Pour les articles homonymes, voir Mise à l'épreuve.
Série
Mise à l'épreuve
(2014)
Pour plus de détails, voir Fiche technique et Distribution.
Mise à l'épreuve 2 (Ride Along 2) est un film américain réalisé par Tim Story, sorti en 2016. C'est la suite de Mise à l'épreuve sorti en 2014.

## Synopsis
Un an après leur dernière aventure et peu avant son mariage avec Angela, Ben et son futur beau-frère doivent partir pour Miami afin d'enquêter sur un trafic de drogue aux côtés d'un agent local, Maya Cruz.

## Fiche technique
Sauf indication contraire, les informations mentionnées dans cette section peuvent être confirmées par la base de données cinématographiques IMDb,  présente dans la section « Liens externes ».
- Titre original : Ride Along 2
- Titre français et québécois : Mise à l'épreuve 2
- Réalisation : Tim Story
- Scénario : Phil Hay et Matt Manfredi
- Direction artistique : Chris Cornwell
- Costumes : Olivia Miles
- Photographie : Mitchell Amundsen
- Montage : Peter S. Elliot
- Musique : Christopher Lennertz
- Production : Larry Brezner, Ice Cube, William Packer et J.C. Spink

Producteurs délégués : Scott Bernstein, Ronald G. Muhammad et Nicolas Stern
- Sociétés de production : Cube Vision, Universal Pictures et Will Packer Productions
- Société(s) de distribution : Universal Pictures (États-Unis), Universal Pictures International France (France)
- Pays d'origine : États-Unis
- Langue originale : anglais
- Genre : Comédie policière et action
- Durée : 102 minutes
- Dates de sortie[1] :
  -  États-Unis : 15 janvier 2016
  -  France : 30 mars 2016
  -  Belgique : 13 avril 2016

## Distribution
- Ice Cube (VFB : Claudio Dos Santos ; VQ : François L'Écuyer) : James Payton
- Kevin Hart (VFB : Karim Barras ; VQ : Martin Watier) : Ben Barber
- Tika Sumpter (VFB : Mélanie Dermont ; VQ : Camille Cyr-Desmarais) : Angela Payton-Barber
- Benjamin Bratt (VFB : Michelangelo Marchese ; VQ : Pierre Auger) : Antonio Pope
- Olivia Munn (VFB : Delphine Moriau ; VQ : Mélanie Laberge) : Maya Cruz
- Ken Jeong (VFB : Philippe Allard ; VQ : Martin Desgagné) : A.J Jenkins
- Glen Powell (VFB : Nicolas Matthys) : Troy
- Sherri Shepherd (VFB : Nathalie Hons ; VQ : Julie Burroughs) : Cori
- Tyrese Gibson (VFB : Erwin Grünspan)  : Détective Mayfield
- Arturo del Puerto (VFB : Pierre Lognay ; VQ : Philippe Martin) : Alonso
- Nadine Velazquez (VFB : Sophie Frison) : Tasha
- Bruce McGill (VFB : Patrick Descamps ; VQ : Denis Roy) : Lieutenant Brooks

Source et légende: Version québécoise (VQ) sur Doublage.qc.ca

## Production

### Tournage
Le tournage a débuté le 7 juillet 2014 à Miami. Après une semaine à Miami, la production se déplace à Fort Lauderdale, puis retourne à Miami jusqu'à fin juillet avant d'aller à Atlanta. Le tournage s'achève en septembre 2014.

## Distinctions

### Récompenses
- Teen Choice Awards 2016 :
  - Meilleure comédie